# Condado de Łańcut
Nota linguística: Não confundir hrabstwo (condado) com powiat (divisão administrativa)..
Łańcut (polaco: powiat łańcucki) é um powiat (condado) da Polónia, na voivodia de Subcarpácia. A sede é a cidade de Łańcut. Estende-se por uma área de 451,95 km², com 77 517 habitantes, segundo os censos de 2005, com uma densidade 171,52 hab/km².

## Demografia
População (dados de 30 de Junho de 2005):
|          | Total   | Total | Mulheres | Mulheres | Homens  | Homens |
| -------- | ------- | ----- | -------- | -------- | ------- | ------ |
|          | pessoas | %     | pessoas  | %        | pessoas | %      |
| Total    | 77 517  | 100   | 39 879   | 51,4     | 37 638  | 48,6   |
| Cidades  | 18 020  | 100   | 9501     | 52,7     | 8519    | 47,3   |
| Povoados | 59 497  | 100   | 30 378   | 51,1     | 29 119  | 48,9   |